# Obrium rufograndum
Obrium rufograndum är en skalbaggsart som beskrevs av J. Linsley Gressitt 1937. Obrium rufograndum ingår i släktet Obrium och familjen långhorningar. Inga underarter finns listade i Catalogue of Life.